# Mycteromyiella papuana
Mycteromyiella papuana är en tvåvingeart som först beskrevs av Meijere 1906.  Mycteromyiella papuana ingår i släktet Mycteromyiella och familjen parasitflugor. Inga underarter finns listade i Catalogue of Life.